# 小行星11507
小行星11507（11507 Danpascu）是一颗绕太阳运转的小行星，为主小行星带小行星。该小行星于1990年7月发现。

## 轨道参数
小行星11507的轨道半长轴为398 692 393 km，2.6650561 UA，离心率为0.292。